# Giuseppe Albani
Giuseppe Albani (Roma, 13 settembre 1750 – Pesaro, 3 dicembre 1834) è stato un cardinale italiano, Cardinal Segretario di Stato dal 1829 al 1830.

## Biografia
Giuseppe Albani era figlio di Orazio Albani, II principe di Soriano nel Cimino e di Maria Anna Cybo-Malaspina, figlia di Alderano I Cybo-Malaspina: apparteneva a una nota famiglia della nobiltà, la quale aveva già dato alla Chiesa cattolica i cardinali Gian Girolamo Albani, Annibale Albani, Alessandro Albani e, pure, un papa  Gianfrancesco Albani, il quale era salito al soglio di Pietro nell'anno 1700 con il nome di Clemente XI.
Albani – dopo avere studiato a Siena ed essere entrato in curia già sotto il Pontificato di Clemente XIV - fu creato cardinale diacono dal nuovo Papa Pio VII il 23 febbraio 1801, con il titolo di San Cesareo in Palatio. Durante l'occupazione napoleonica di Roma dal 1808 al 1814 fuggì a Vienna. Fautore del partito pro-Austria all'interno della curia, fermamente contrario alle idee liberali del Risorgimento, si impegnò a reprimere con durezza i moti rivoluzionari per l'Unità d'Italia che si svilupparono in Romagna e nelle Marche.
Alla restaurazione è nominato, il 20 maggio 1817, Prefetto della Congregazione per i vescovi. I rapporti con la corte asburgica rimasero tuttavia ottimi. Fu infatti Albani a presentare, nel conclave del 1823, che si concluse con l'elezione di Leone XII, il veto dell'Imperatore Francesco I d'Austria all'elezione del cardinale Antonio Gabriele Severoli. Albani ricevette in seguito pure la croce dell'ordine austriaco di Santo Stefano. Nel dicembre 1824 è nominato legato a Bologna.
Giuseppe Albani prese poi parte a altri due conclavi: quello del 1829 che elesse Papa Pio VIII e quello del 1830-1831 che scelse Gregorio XVI.
Nominato segretario di Stato il 31 marzo 1829 dal neoeletto Papa Pio VIII, lasciò la prestigiosa carica non più di 20 mesi dopo con la morte del Papa, al quale fece comunque erigere un solenne monumento funebre in San Pietro, scolpito da Pietro Tenerani.
Probabilmente sono da ricondurre pure ad Albani i timidi segnali di apertura che si registrarono durante il breve pontificato di Pio VIII, il quale si era formato alla scuola del cardinale Ercole Consalvi.
Dal 23 aprile 1830 Albani fu bibliotecario della Biblioteca Apostolica Vaticana. Fu poi inviato dal 1831 a Urbino e Pesaro (dove morì nel 1834), con l'incarico specifico di mettere ordine nelle legazioni dopo i moti del 1830-1831. Qui acquistò il Canale Albani che da lui prese il nome.

## Albero genealogico
|                                                                   |                                                                 |                                                                   | Genitori                                                                           |  |  | Nonni |  |  | Bisnonni                          |  |  | Trisnonni                        |  |
|                                                                   |                                                                 |                                                                   |                                                                                    |  |  |       |  |  | Orazio Albani, patrizio di Urbino |  |  | Carlo Albani, patrizio di Urbino |  |
|                                                                   |                                                                 |                                                                   |                                                                                    |  |  |       |  |  | Orazio Albani, patrizio di Urbino |  |  | Carlo Albani, patrizio di Urbino |  |
|                                                                   |                                                                 | Elena Mosca                                                       |                                                                                    |  |  |       |  |  | Orazio Albani, patrizio di Urbino |  |  |                                  |  |
| Carlo Albani, I principe di Soriano nel Cimino                    |                                                                 |                                                                   |                                                                                    |  |  |       |  |  | Orazio Albani, patrizio di Urbino |  |  |                                  |  |
|                                                                   |                                                                 | Maria Bernardina Ondedei                                          | Ottavio Ondedei, conte di Vesate                                                   |  |  |       |  |  |                                   |  |  |                                  |  |
|                                                                   |                                                                 | Maria Bernardina Ondedei                                          | Ottavio Ondedei, conte di Vesate                                                   |  |  |       |  |  |                                   |  |  |                                  |  |
|                                                                   |                                                                 | Maria Bernardina Ondedei                                          | Nicole Charlotte Le Sage                                                           |  |  |       |  |  |                                   |  |  |                                  |  |
| Orazio Albani, II principe di Soriano nel Cimino                  |                                                                 | Maria Bernardina Ondedei                                          |                                                                                    |  |  |       |  |  |                                   |  |  |                                  |  |
|                                                                   |                                                                 | Carlo Borromeo Arese, VI marchese di Angera                       | Renato II Borromeo, IV marchese di Angera                                          |  |  |       |  |  |                                   |  |  |                                  |  |
|                                                                   |                                                                 | Carlo Borromeo Arese, VI marchese di Angera                       | Renato II Borromeo, IV marchese di Angera                                          |  |  |       |  |  |                                   |  |  |                                  |  |
|                                                                   |                                                                 | Carlo Borromeo Arese, VI marchese di Angera                       | Giulia Arese                                                                       |  |  |       |  |  |                                   |  |  |                                  |  |
| Teresa Virginia Borromeo Arese                                    |                                                                 | Carlo Borromeo Arese, VI marchese di Angera                       |                                                                                    |  |  |       |  |  |                                   |  |  |                                  |  |
|                                                                   |                                                                 | Camilla Barberini                                                 | Maffeo Barberini, II principe di Palestrina                                        |  |  |       |  |  |                                   |  |  |                                  |  |
|                                                                   |                                                                 | Camilla Barberini                                                 | Maffeo Barberini, II principe di Palestrina                                        |  |  |       |  |  |                                   |  |  |                                  |  |
|                                                                   |                                                                 | Camilla Barberini                                                 | Olimpia Giustiniani                                                                |  |  |       |  |  |                                   |  |  |                                  |  |
| Giuseppe Albani                                                   |                                                                 | Camilla Barberini                                                 |                                                                                    |  |  |       |  |  |                                   |  |  |                                  |  |
|                                                                   | Carlo II Cybo-Malaspina, II duca di Massa e principe di Carrara | Alberico II Cybo-Malaspina, I duca di Massa e principe di Carrara |                                                                                    |  |  |       |  |  |                                   |  |  |                                  |  |
|                                                                   | Carlo II Cybo-Malaspina, II duca di Massa e principe di Carrara | Alberico II Cybo-Malaspina, I duca di Massa e principe di Carrara |                                                                                    |  |  |       |  |  |                                   |  |  |                                  |  |
|                                                                   | Carlo II Cybo-Malaspina, II duca di Massa e principe di Carrara | Fulvia Pico della Mirandola                                       |                                                                                    |  |  |       |  |  |                                   |  |  |                                  |  |
| Alderano I Cybo-Malaspina, IV duca di Massa e principe di Carrara | Carlo II Cybo-Malaspina, II duca di Massa e principe di Carrara |                                                                   |                                                                                    |  |  |       |  |  |                                   |  |  |                                  |  |
|                                                                   |                                                                 | Teresa Pamphili                                                   | Camillo Francesco Maria Pamphili, I principe di San Martino al Cimino e Valmontone |  |  |       |  |  |                                   |  |  |                                  |  |
|                                                                   |                                                                 | Teresa Pamphili                                                   | Camillo Francesco Maria Pamphili, I principe di San Martino al Cimino e Valmontone |  |  |       |  |  |                                   |  |  |                                  |  |
|                                                                   |                                                                 | Teresa Pamphili                                                   | Olimpia Aldobrandini                                                               |  |  |       |  |  |                                   |  |  |                                  |  |
| Maria Anna Cybo-Malaspina                                         |                                                                 | Teresa Pamphili                                                   |                                                                                    |  |  |       |  |  |                                   |  |  |                                  |  |
|                                                                   |                                                                 | Camillo III Gonzaga, IX conte di Novellara e Bagnolo              | Alfonso II Gonzaga, VIII conte di Novellara e Bagnolo                              |  |  |       |  |  |                                   |  |  |                                  |  |
|                                                                   |                                                                 | Camillo III Gonzaga, IX conte di Novellara e Bagnolo              | Alfonso II Gonzaga, VIII conte di Novellara e Bagnolo                              |  |  |       |  |  |                                   |  |  |                                  |  |
|                                                                   |                                                                 | Camillo III Gonzaga, IX conte di Novellara e Bagnolo              | Ricciarda Cybo-Malaspina                                                           |  |  |       |  |  |                                   |  |  |                                  |  |
| Ricciarda Gonzaga                                                 |                                                                 | Camillo III Gonzaga, IX conte di Novellara e Bagnolo              |                                                                                    |  |  |       |  |  |                                   |  |  |                                  |  |
|                                                                   |                                                                 | Matilde d'Este                                                    | Sigismondo III d'Este, IV marchese di San Martino                                  |  |  |       |  |  |                                   |  |  |                                  |  |
|                                                                   |                                                                 | Matilde d'Este                                                    | Sigismondo III d'Este, IV marchese di San Martino                                  |  |  |       |  |  |                                   |  |  |                                  |  |
|                                                                   |                                                                 | Matilde d'Este                                                    | Teresa Maria Grimaldi                                                              |  |  |       |  |  |                                   |  |  |                                  |  |
|                                                                   |                                                                 | Matilde d'Este                                                    |                                                                                    |  |  |       |  |  |                                   |  |  |                                  |  |